# Fenerbahçe Spor Kulübü
Le Fenerbahçe Spor Kulübü est un club omnisports turc, fondé en 1907 et basé à Istanbul. Le club possède un grand domaine d'activité puisqu'il est présent dans plusieurs sections telles que le  football, basketball, volleyball, tennis de table, athlétisme, natation, nautisme à la voile, boxe, aviron et l'esport. Le club a pour symbole le canari d'où le surnom "Kanaryalar" (les Canaris) donné aux sportifs du club, qui d'ailleurs arborent le jaune et le bleu marine comme couleurs. Le club est présidé depuis 2018 par Ali Koç. Il tient son nom de Phanariotes, littéralement la "Jeunesse du Fanar".

## Sections sportives

### Football
Le Fenerbahçe a gagné 19 fois le championnat  depuis sa création, c'est-à-dire en 1907.
Et 19 fois depuis 1959.
Voir : Fenerbahçe SK (football) et la section féminine.

### Basket-ball
Pour l'équipe masculine, voir : Fenerbahçe SK (basket-ball masculin)
Pour l'équipe féminine, voir : Fenerbahçe SK (basket-ball féminin)

### Volley-ball
La troisième plus grande branche de Fenerbahçe est la branche de volley-ball. 
L'équipe hommes de volley-ball a gagné quatre fois le championnat de Turquie (2008, 2010, 2011 et 2012), deux fois la coupe de Turquie (2008 et 2012) et deux fois la Supercoupe de Turquie (2011 et 2012).
La branche féminine a gagné une fois le championnat du monde des clubs (2010) et 1 fois la Ligue des champions (2012).
Pour l'équipe masculine, voir : Fenerbahçe SK (volley-ball masculin)
Pour l'équipe féminine, voir : Fenerbahçe SK (volley-ball féminin)

### Athlétisme
La branche athlétisme est une branche importante du club omnisports Fenerbahçe. Certains licenciés du club sont des athlètes importants qui possèdent des records de Turquie comme Nevin Yanıt. Halil Akkaş est membre de cette branche, ainsi que Eşref Apak dans le passé. Le sprinter américain Justin Gatlin, le Canadien Donovan Bailey et la Slovène Merlene Ottey ont également fait partie de l'équipe. En 2011, le Turc Fatih Avan, détenteur du record de Turquie du lancer de javelot, champion universitaire et licencié au club, a participé aux championnats du monde.
voir: Fenerbahçe Spor Kulübü (athlétisme)

### Boxe
L'équipe de boxe accueille des boxeurs importants, dont des champions turcs. On peut notamment citer Atagün Yalçınkaya, Gülsüm Tatar et Sümeyra Kaya.

### Aviron
L'aviron est une branche importante de Fenerbahçe.
voir: Fenerbahçe SK (aviron)

### Voile
L'équipe de Fenerbahçe possède également une branche de voile. La modèle Çağla Kubat, fait partie de l'équipe de voile de Fenerbahçe.

### Tennis de table
La section pongiste est le seul club actuellement à avoir un palmarès sur la scène européenne. L'équipe masculine du club parvient en finale de l'ETTU Cup en 2008, s'inclinant finalement contre la Vaillante Angers. En 2012, c'est au tour de l'équipe féminine de se qualifier en demi-finale de la même compétition, pour devenir championne en 2013.

## Historique de l'emblème

De 1910 à 1929
Depuis 1929
Spécial 100 ans